# 言承旭
言 承旭（ジェリー・イェン、Jerry Yan, イェン・チェンシュー、1977年1月1日 - ）は、台湾の人気アイドルグループ『F4』のメンバー。

## プロフィール
- 血液型：B型
- 出身：台湾
- 身長：180 cm
- 体重：72 kg
- あだ名：暴龍（バオロン、主演ドラマ『麻辣鮮師』の役名から）、小白兎（シャオパイト）、阿旭（アシュー）、旭（アサヒ ※日本のみ）、ジェリー
- 父親は客家人であり、母はタイヤル族である[1]。

## 来歴
1998年に雑誌『Men's Uno』のモデルコンテストで優勝し（応募総数 5,206名）、本名である廖洋震でモデルとして芸能界入りし、2000年に『麻辣鮮師 第1シリーズ』にて俳優デビューする。2001年には、日本の少女漫画『花より男子』をドラマ化した『流星花園』で主役の道明寺司役を演じ、アジア全土で大ブレイクした。『流星花園』の人気により、アイドルグループ『F4』が誕生する。
2002年から2003年にかけ、台湾香港アメリカ東南アジア各国、19箇所でコンサートを開いた。2002年には、初のソロ写真集『両棲類動物』を発売。アジアで100万部をこえるベストセラーになり、香港で開催した発売記念サイン会では香港の公開イベントとしては史上最高の1万2000人が殺到した。2003年には、アメリカのフォーブス誌の、エンターテイメント部門のパワーリストにランキング入り。ニューズウィーク誌は、彼らをアジアの光と称している。
2004年の『魔幻厨房』にて映画デビュー。後に初のソロCD『第一次 / Jerry For You』を発売。2005年の契約満了に伴い福隆經紀公司と契約解消し、自ら事務所 (Star Jerry) を設立し移籍。
2006年には、CNNの特集インタビューをアジア人アイドルグループとして初めて受けている。同年に、ワールドヴィジョンの大使として、貧困に苦しむ世界中の子供たちへの支援を呼び掛ける活動に参加し、アジア各国を訪問している。
2007年には、台湾観光大使に任命され4月に4人揃っての来日。フジテレビ系『SMAP×SMAP』に出演した。
2008年武道館、横浜アリーナ、大阪城ホールで待望の日本コンサートをＦ4の一員として開き7万人を動員する。その後、NHKの新潟地震のチャリティーコンサートにも出演。そのために日本語学校に行き、現地の孤児院を訪問し、台湾の有名なお寺のお守りを渡している。
2010年に、シンガポールのメディアからこの10年間の「アジア最強偶像」に選出されている。
2011年に発生した東日本大震災のチャリティー呼び掛け各種に参加。

## 出演作品

### ドラマ
- 明星★学園 第1シリーズ（麻辣鮮師）（2000年）- 洪明龍（暴龍）、石安 役　※登場からしばらくは本名の廖洋震で出演。のちに現在の芸名となる。
- 女生向前走（2001年）- 阿國 役
- 流星花園〜花より男子〜（2001年）- 道明寺司 役
- 恋のめまい愛の傷 烈愛傷痕（烈愛傷痕）（2001年）- 大泉琳（子霖） 役
- 流星雨（2001年）- 道明寺司 役
- 流星花園II〜花より男子〜（2002年）- 道明寺司 役
- 部屋においでよ（來我家吧〜Come to My place〜）（2002年）- 今泉一也（蔡一也） 役
- ザ・ホスピタル（白色巨塔〜The Hospital〜）（2006年）- 蘇怡華 役
- ホット・ショット（籃球火〜Hot Shot〜）（2008年）- 東方翔 役
- Starlit〜君がくれた優しい光（心星的涙光）（2009年）- 程岳 役
- 君には絶対恋してない!〜Down with Love（就想賴著妳）（2010年）- 項羽平 役
- パンダマン〜近未来熊猫ライダー〜（熊猫人）（2010年）- Jerry警探 役
- 華麗なる遺産〜燦爛人生〜（我的燦爛人生）（2011年）- 劉宇浩 役
- 星に誓う恋（戀戀不忘）（2014年）- 厲仲謀（リー・ジョンモウ） 役
- 最高の元カレ（最佳前男友）（2015年）- 李唐（リー・タン） 役
- 因為·愛（2016年）- 莊道生 役
- 運命のキスをお願い!（我好喜欢你）（2020年）- 陸星成（ルー・シンチョン） 役
- 夏花（2023年）- 蕭寒（シアオ・ハン） 役

### 映画
- マジック・キッチン（魔幻厨房）（2004年）- 郭可立（小可） 役
- 花様〜たゆたう想い〜（花漾）（2012年）- 刀疤 役
- ルパン三世（2014年） - マイケル・リー 役
- 私の少女時代-OUR TIMES-（我的少女時代）（2015年）- 大人になった徐太宇 役

### CM
- 遠傳電訊（2001年、台湾）
- 滴可明（2001年、台湾）
- 味全Biffi乳酸飲料 / weichuan Biffi（2001年、台湾）
- 丹芭碧洗髮水 / TOBABY Shampoo（2002年、中国）
- 廣日機車之F1（2002年、中国）
- Bench 休閒服飾（2003-2005年）
- Mia Jewelry銀飾（2004年-2007年、台湾）
- UHA味覺糖（2004-2005年、中国）
- Oral B（2005年、台湾）
- 7-ELEVEN（2008年、台湾）
- SONY Walkman（2008年、台湾）
- 康師傅茉莉清茶（2011年、中国）
- 黑人牙膏（2011年、台湾）

## 音楽活動

### シングル
- 『You Are My Only Persistence 〜ドラマ「ザ・ホスピタル」主題歌』 2007年3月21日 日本版発売
- 『Not My Days / To Be With You』 2014年12月24日発売
- 『OH MY LITTLE GIRL / Happy Wedding Day』 2017年7月5日発売

### アルバム
- 『第一次 / Jerry For You』 2005年11月23日 日本版発売
- 『FREEDOM / 多出來的自由』 2009年7月22日 日本版発売
- 『My Secret Lover / 我的秘密情人』 2010年4月21日 日本版発売

### ビデオ・DVD
- 『第一次 / Jerry For You』（DVD） 2006年1月1日 日本版発売
- 『Jerry Yan Documentary / ジェリー・イェン密着〜今、明かされるその素顔〜完全版DVD』（DVD） 2009年12月23日 日本版発売
- 『BOY-MAN』（DVD） 2010年5月26日 日本版発売

## 書籍
- 写真集 『両棲類動物』 2004年12月20日 日本版発売 ISBN 4-8356-0986-7
- 写真集 『9314 Man&Boy』 2010年6月18日 日本版発売 ISBN 978-4-3911-3919-8
- 写真集 『Jerry Yan in Tokyo』 2012年7月31日 日本限定発売 ISBN 978-4-8124-9047-1
- 写真集（パーソナルブック)『UNWIND』 2014年12月19日 日本限定発売
- 写真集 『感恩十週年』 2018年10月17日 日本限定発売